# Roy Moore (Radsportler)
Roy Moore (* 4. Juli 1932 in Sydney; † 26. November 1996 in Perth) war ein australischer Radrennfahrer.

## Sportliche Laufbahn
Moore war Teilnehmer der Olympischen Sommerspiele 1956 in Melbourne. Dort startete er im Bahnradsport. In der Mannschaftsverfolgung schied Australien mit Roy Moore, Warren Scarfe, Frank Brazier und Clifford Burvill in der Vorrunde aus. 1955 wurde er Dritter der nationalen Meisterschaft im Sprint hinter dem Sieger Dick Ploog.